# Língua uduk
Uduk, também chamada Tw'ampa (T'wampa), é uma língua Koman falada no Sudão perto da fronteira com a Etiópia. Quase quando a luta foi interrompida. O ressurgimento das hostilidades na província do Nilo Azul após 2011 resultou em nova ida da comunidade Uduk para campos de refugiados em Etiópia e Sudão do Sul.

## Fonologia

### Consoantes
|             | Bilabial | Dental | Alveolar | Post-alveolar | Palatal | Velar  | Glotal |
| ----------- | -------- | ------ | -------- | ------------- | ------- | ------ | ------ |
| Tenuis      | p pʷ     | t̪ [t̪ʷ] | t        |               | c cʷ    | k kʷ   | ʔ      |
| Aspirada    | pʰ pʰʷ   | t̪ʰ     | tʰ [tʰʷ] |               | cʰ cʰʷ  | kʰ kʰʷ |        |
| Ejetiva     | pʼ       | t̪ʼ     | tʼ tʼʷ   |               | cʼ cʼʷ  | kʼ kʼʷ |        |
| Fortis      | b bʷ     | d̪      | d dʷ     |               | ɟ ɟʷ    | ɡ ɡʷ   |        |
| Implosiva   | ɓ ɓʷ     |        | ɗ ɗʷ     |               |         |        |        |
| Fricativa   | (ɸ)      |        | s        | ʃ ʃʷ          |         | (x)    | h      |
| Nasal       | m [mʷ]   |        | n        |               | ɲ [ɲʷ]  | ŋ ŋʷ   |        |
| Lateral     |          |        | l        |               |         |        |        |
| Vibrante    |          |        | r        |               |         |        |        |
| Aproximante |          |        |          |               | j       | w      |        |

1. Consoantes entre parênteses são alofones
2. Consoantes entre colchetes são raras ou marginais.

### Vogais
|         | Anterior | Central | Posterior |
| ------- | -------- | ------- | --------- |
| Fechada | i        |         | u         |
| Medial  | ɛ        |         | ɔ         |
| Aberta  |          | a       |           |

## Amostra de texto
Ka muŋ’kup̱ mo tani Arumgimis uḵki momis dhali mony’cesh mo. 2. Dhali mony’cesh a’di ’ceṯẖki’da ’thintha/ mo dhali di bwa ’te/ mo, dhali mondhurumi’d a’di wup̱ki’da ap̱o/ mo jin ’kula’kul mo. Dhali Shi/in ma Arumgimis a’di wukurki’d ap̱owa ris ḵumma/ yi’de/ mo.